# PA-461
A  PA-461 é uma rodovia brasileira do estado do Pará. Essa estrada intercepta a  BR-153 em seu limite oeste; e a PA-459 em seu limite leste.
Com pouco mais de 28 km de extensão, foi aberta durante o Regime Militar no Brasil sob o nome de Estrada Operacional nº 1 (OP-1). Foi especialmente construída para dar suporte às operações militares do Exército brasileiro durante a Guerrilha do Araguaia.
Está localizada na região sudeste do estado, atendendo aos municípios de São Domingos do Araguaia e Brejo Grande do Araguaia. 